# 1019
1019 (MXIX) je bilo navadno leto, ki se je po julijanskem koledarju začelo na četrtek.

## Dogodki

### Slovenija
- Umrlega oglejskega patriarha Janeza IV. nasledi Poppo. 1045 ↔

### Ostalo
- Češki vojvoda Bržetislav I. odvzame poljskemu vojvodi Boleslavu I. Moravsko.
- V sporu za nasledstvo v Kijevski Rusiji Jaroslav ob pomoči novgorodskih Varajagov premaga Svjatopolka I.. Za časa Jaroslava (1019-54) Kijevska Rusija doseže svoj vrhunec.
- Saracenski pirati napadejo francosko mesto Narbonne.
- Daljni vzhod: Džurčenski pirati, vazali dinastije Liao, opustošijo obalo japonskega otoka Kjušu.

## Rojstva
- 17. november - Sima Guang, kitajski zgodovinar in državnik († 1086)
- 29. december - Mundžong, 11. korejski kralj dinastije Gorjeo († 1083)

Neznan datum
- Zeng Gong, kitajski zgodovinar († 1083)

## Smrti
- 28. junij - Heimerad, nemški svetnik, potujoči pridigar (* 970)

Neznan datum
- Janez IV. iz Ravenne, oglejski patriarh
- Svjatopolk I., kijevski knez (* 980)
- Teodora Kosara, kneginja Duklje (pozno 10. stoletje)